# São Bernardo do Campo
São Bernardo do Campo este un oraș în São Paulo (SP), Brazilia.